# Tat'jana Žuk
Tat'jana Alekseevna Žuk (in russo Татьяна Алексеевна Жук?; Leningrado, 1º gennaio 1946 – Orechovo-Zuevo, 21 marzo 2011) è stata una pattinatrice artistica su ghiaccio sovietica.

## Palmarès
Individuale femminile 
| Nazionali            | Nazionali |
| Evento               | 1963      |
| -------------------- | --------- |
| Campionati sovietici | 2°        |

 Coppie con Alexander Gavrilov 
| Internazionali            | Internazionali | Internazionali | Internazionali | Internazionali | Internazionali |
| Evento                    | 1960           | 1961           | 1962           | 1963           | 1964           |
| ------------------------- | -------------- | -------------- | -------------- | -------------- | -------------- |
| Giochi olimpici invernali |                |                |                |                | 5°             |
| Campionati mondiali       |                |                |                | 3°             | 6°             |
| Campionati europei        | 10°            |                |                | 3rd            | 3°             |
| Nazionali                 |                |                |                |                |                |
| Campionati sovietici      | 1°             | 3°             | 2°             | 2°             |                |

 Coppie con Aleksandr Gorelik 
| Internazionali            | Internazionali | Internazionali | Internazionali | Internazionali |
| Evento                    | 1965           | 1966           | 1967           | 1968           |
| ------------------------- | -------------- | -------------- | -------------- | -------------- |
| Giochi olimpici invernali |                |                |                | 2°             |
| Campionati mondiali       | 3°             | 2°             |                | 2°             |
| Campionati europei        | 3°             | 2°             |                |                |
| Nazionali                 |                |                |                |                |
| Campionati sovietici      |                | 2°             |                |                |